# Eduardus Nabunome
Anderias Hiler Eduardus Nabunome (* 21. April 1968 in Pene Utara; † 12. Oktober 2020 in Jakarta) war ein indonesischer Leichtathlet.

## Biografie
Eduardus Nabunome, der 1986 Silber bei den Asienmeisterschaften der Junioren über 10.000 Meter gewonnen hatte, startete bei den Olympischen Spielen 1988 in Seoul im Rennen über 5000 und 10.000 Meter. Er konnte jedoch bei beiden Wettkämpfen das Finale nicht erreichen.
Nabunome gewann bei den Südostasienspielen insgesamt sechs Goldmedaillen und siegte 1997 beim Canberra Marathon.